# ء

Hamza (ء).

La hamza (en árabe, همزة), o ء, es un grafema auxiliar del alfabeto árabe que representa la oclusión glotal [ʔ] o corte de voz. En otras palabras, la hamza sirve para marcar un corte súbito de la articulación de la voz, una característica de las lenguas semíticas. En la romanización del árabe, se suele representar con el símbolo ʾ (llamado 'semicírculo superior derecha'), o en su defecto se usa como sustituto un simple apóstrofo ('). La hamza no se considera una de las 28 letras del alifato, y deriva de la letra gutural ع, la cual se transcribe con un ʿ ('semicírculo superior izquierda').

## Historia
La hamza no es una de las 28 letras «auténticas» que componen el alfabeto, y debe su existencia a las inconsistencias ortográficas históricas de los primeros tiempos islámicos. En los alfabetos fenicio y arameo, de los que el árabe desciende, la oclusión glotal era expresada por la álef y en árabe por la álif (ا). Sin embargo la álif se usaba tanto para representar la oclusión glotal como una vocal a larga. Para indicar que se quería representar una oclusión glotal y no una mera vocal, se agregó la hamza como signo diacrítico sobre la álif, quedando entonces así أ.[cita requerida]

## Uso ortográfico
La hamza se puede escribir sola o con una letra, en cuyo caso se convierte en un signo diacrítico.
- Sola (ء): La hamza se escribe sin soporte cuando es último grafema de palabra y va precedida de consonante o vocal larga, o dentro de palabra si va precedida de /a:/ y en la secuencia /u:ʾat/. Ej.: بَدْء, badʾ, «inicio»; شَاءَا, šāʾā, «ambos quisieron»; مَقْرُوءَة, maqrūʾatu, «leída».[1]

- Combinada con una letra:
  - Sobre o bajo álif (أ y إ): Siempre cuando la hamza, que a menudo se omite, es el primer grafema de la palabra. Ej.: أَب, ʾab, «padre»; إِن, ʾin, «si»; أُمّ, ʾumm, «madre». El soporte es también álif cuando en el entorno vocálico hay solo /a/. Ej.: رَأْس, raʾs, «cabeza»; مَسْأَلة, masʾala, «cuestión».[1]
  - Sobre wāw (ؤ): Cuando en el entorno vocálico solo hay /u/ y /a/. Ej.: رَؤُوف, raʾūf, «compasivo»; رُؤَسَاء, ruʾasāʾ, «presidentes».[1]
  - Sobre yāʾ (ئ):[nota 1] Cuando la hamza va precedida o seguida de /i/ o precedida de /j/. Ej.: بِئَر, biʾar, «pozo»; أَفْئِدة, ʾafʾida, «corazones»; سُئِل, suʾil, «fue preguntado»; مِئُون, miʾūn, «centenares»; رَئِس, raʾis, «presidente».[1]